# Freddy Cachazo
Freddy Alexander Cachazo (Venezuela) é um físico canadense nascido na Venezuela. Trabalha com teoria das cordas.
Após graduar-se na Universidade Simón Bolívar em 1996, frequentou um programa de pós-graduação de um ano no Centro Internacional de Física Teórica (ICTP) em Trieste, Itália. Foi admitido na Universidade Harvard, onde obteve um Ph.D. em 2002, orientado por Cumrun Vafa.

## Publicações selecionadas
- Britto, Ruth; Cachazo, Freddy; Feng, Bo; Witten, Edward (2005). «Direct proof of tree-level recursion relation in Yang-Mills theory». Phys. Rev. Lett. 94 (181602). 181602 páginas. Bibcode:2005PhRvL..94r1602B. PMID 15904356. arXiv:hep-th/0501052. doi:10.1103/PhysRevLett.94.181602
- Britto, Ruth; Cachazo, Freddy; Feng, Bo (2005). «Generalized unitarity and one-loop amplitudes in N=4 super-Yang-Mills». Nucl. Phys. B725 (275–305): 275–305. Bibcode:2005NuPhB.725..275B. arXiv:hep-th/0412103. doi:10.1016/j.nuclphysb.2005.07.014
- Arkani-Hamed, Nima; Cachazo, Freddy; Kaplan, Jared (2010). «What is the Simplest Quantum Field Theory?». JHEP. 1009:016 (9). 16 páginas. Bibcode:2010JHEP...09..016A. arXiv:0808.1446. doi:10.1007/JHEP09(2010)016
- Cachazo, Freddy; Svrcek, Peter; Witten, Edward (2004). «MHV vertices and tree amplitudes in gauge theory». JHEP. 2004 (9). 006 páginas. Bibcode:2004JHEP...09..006C. arXiv:hep-th/0403047. doi:10.1088/1126-6708/2004/09/006
- Arkani-Hamed, Nima; Bourjaily, Jacob L.; Cachazo, Freddy; Caron-Huot, Simon (2011). «The All-Loop Integrand For Scattering Amplitudes in Planar N=4 SYM». JHEP. 1101:041. 41 páginas. Bibcode:2011JHEP...01..041A. arXiv:1008.2958. doi:10.1007/JHEP01(2011)041
- Arkani-Hamed, Nima; Bourjaily, Jacob L.; Cachazo, Freddy; Goncharov, Alexander B.; Postnikov, Alexander; Trnka, Jaroslav (2012). «Scattering Amplitudes and the Positive Grassmannian». arXiv:1212.5605 [hep-th]
- Arkani-Hamed, Nima; Cachazo, Freddy; Cheung, Clifford; Kaplan, Jared (2010). «A Duality For The S Matrix». JHEP. 1003:020 (3). 20 páginas. Bibcode:2010JHEP...03..020A. arXiv:0907.5418. doi:10.1007/JHEP03(2010)020
- Cachazo, Freddy; He, Song; Yuan, Ellis Ye (2014). «Scattering of Massless Particles in Arbitrary Dimensions». Phys. Rev. Lett. 113 (171601). 171601 páginas. Bibcode:2014PhRvL.113q1601C. arXiv:1307.2199. doi:10.1103/PhysRevLett.113.171601
- Cachazo, Freddy; Strominger, Andrew (2014). «Evidence for a New Soft Graviton Theorem». arXiv:1404.4091 [hep-th]